# Banou Khazar
Les Banou Khazar (en arabe: بنو خزر) sont la famille princière des Maghraouas au Moyen Âge. Ils gouvernaient la confédération du Maghreb central, dès l'époque de la conquête musulmane. La dynastie doit son nom à Khazar b. Hafs (VIIIe siècle), considéré par la tradition berbère comme un des plus grands princes de la tribu.
Leurs chefs dirigent la révolte ibadite contre les Fatimides. Puis les émirs de la famille rentrent dans un système de versatilité politique oscillant entre les Fatimides et les Omeyyades de Cordoue.
Après leur défaite face aux Zirides, les émirs de la famille vont chercher de nouveaux territoires dans le Maghreb al-Aqsa et à Tripoli. Vaincus par les Almoravides, ils retournent dans le territoire du Chelif, où ils tentent la renaissance de l’État des Maghraouas. Les Zianides, nouveaux maîtres du Maghreb central, mettent fin au règne de leur dernier émir au XIVe siècle.

## Origine
Les Banou Khazar sont la famille princière des Maghraouas du Moyen Âge. Ibn Khaldoun note que la famille était originaire du Zāb, pays de Tobna et M'Sila.
Vers la fin du VIIe siècle ou le début du VIIIe siècle, les tribus maghrawiennes se convertissent à l’Islam. Elles étaient gouvernées, à cette époque, par une ancienne et puissante dynastie, nommée plus tard les Banou Khazar, qui devait son nom à Khazar b. Hafs b. Ṣūlāt b. Wanzāmar b. Maghrāw. Ibn Khaldoun mentionne dans son Histoire des Berbères, une liste, très incomplète, des princes de cette famille qui commandaient les Maghraouas dans le Maghreb central, à Fès, à Sijilmassa et en Tripolitaine.
Une autre liste, encore moins complète, des émirs a été donnée par son frère Yahya Ibn Khaldoun dans son histoire des Banū ʿAbd al-Wād. Selon ces listes, Ouezmar ibn Saclab était le contemporain du calife Othmân ibn Affân. En effet, il aurait été fait prisonnier dans un des combats lors de la conquête musulmane du Maghreb. Gracié par ce calife, il devient  musulman, et après être revenu dans son pays, il est nommé chef de sa tribu.
Après la mort de Ṣūlāt, le commandement des Maghraouas passe à son fils Ḥafṣ qui est considéré par la tradition berbère comme un des plus grands princes de la tribu. Il devient aussi, chef des autres tribus zénètes. La puissance des Maghraouas augmente sous le règne de Khazar, fils de Hafs, dans la première moitié du VIIIe siècle qui donne son nom à la dynastie.
Une tradition citée par Ibn Khaldoun dit que ce prince profita de la révolte kharidjite de Maysara et de l’affaiblissement des gouverneurs omeyyades de Kairouan, pour étendre son autorité sur tous les Zanāta nomades du Maghreb central, à l’exception des Banou Ifran de Tlemcen.
Un peu plus tard un Maghrāwien, Nahdī b. ʿĀsim al-Zanātī est nommé gouverneur par l'Imām ibadite de Tahert. Un autre qui tirait vraisemblablement son origine de la famille princière, Muḥammad b. Isḥāḳ al-Ḵh̲azarī, est nommé gouverneur du Nefzaoua. Il était ibadite.
Après la mort de Khazar b. Hafs, le commandement de la confédération des Maghraouas passe à son fils Muḥammad b. Khazar. Ce dernier fait la guerre aux Banou Ifren auxquels il enlève, la ville de Tlemcen, vers 788-9. C’est probablement à cette époque que la dynastie des Banou Ḵh̲azar fonde Madīnat Banī Khazar «la ville des Banū Khazar » dans une plaine aride du Maghreb central, la position exacte de cette ville est inconnue, l'historien Ibn Hammad la mentionne dans son ouvrage à propos de l’histoire d’Abu Yazid : le chef khâridjite, y chercha refuge après sa défaite en 946-7.

## Révolte contre les Fatimides
Au début du Xe siècle, les Fatimides, sous le règne de Ubayd Allah al-Mahdi, tentent d’imposer leur autorité aux ibadites de l'Aurès et du Zab. Les Zénètes conduits par leur chef Muhammad b. Khazar, s'insurgent contre eux. Ce dernier est un des petits-fils de Muhammad b. Khazar qui était émir des Maghraouas au VIIIe siècle. L’un de ses frères est exécuté par le califat fatimide pour avoir soutenu la révolte d'Abu Yazid.
Muhammad b. Khazar était notamment le chef des Maghraouas, qui se déplaçait entre la vallée du Chelif et la région de Tlemcen et qui ont tué le général Masâla lors d'un combat en 924. Il était sensible aux ouvertures que commençait à lui faire l’émir de Cordoue Abd al-Rahman III. En 929, soutenu par les Omeyyades de Cordoue, Muhammad b. Khazar parvient à contrôler pour quelques mois la majeure partie du Zâb. Il enlève, à cette occasion, le territoire du Chélif et de Ténès et prit la ville d’Oran, où il plaça, comme gouverneur, son fils al-Khayr.  Il conquit aussi les autres lieux du Maghreb central. Cependant, l’armée fatimide, riposte et bat les Maghraouas et les refoule au désert.
Les lettres échangées entre Muhammad b. Khazar et le monarque omeyyade An-Nâsir permettent de suivre l’évolution de la situation dans la province de Tahert et du Maghreb central. En effet, à la suite de la proclamation du califat omeyyade par Abd al-Rahman III, une véritable politique maghrébine est mise en place pour déstabiliser les territoires fatimides situés entre Tahert et Ceuta. Le califat tisse des alliances avec les grands chefs des Zanāta.

## Entre Fatimides et Omeyyades de Cordoue
Ce système d’alliances s’inverse au milieu du Xe siècle, lorsque les Ifrenides de Yala Ibn Mohamed se rapprochent de Cordoue alors que son rival, Muhammad b. Khazar, passe en 953 sous bannière fatimide. Il déclare alors depuis l’oasis de Laghouat sa soumission au calife Al-Mansur. Ce ralliement entraîne des affrontements sanglants avec l’autre chef des Zanāta ibadites-nekkarites, Abu Yazid. L'armée fatimide dirigée par le général Jawhar al-Siqilli, accompagné de Ziri ibn Menad et de Muhammad b. Khazar, s’empare de Tahert, puis de Sijilmassa.
Les allégeances des tribus berbères de l’époque sont difficiles à catégoriser et ne peuvent être seulement expliquées par des affinités idéologiques ou un opportunisme politique. Cette versatilité politique continuera sous le règne du fils de Muhammad b. Khazar, al-Khayr qui frappa des dirhams tant au nom du calife omeyyade qu’au nom du calife fatimide.
L’un des fils de Muhammad b. Khazar, Maʿbad, considéré par les textes ismaélites comme un vrai ibadite – décide de rompre avec son père et déclare la guerre aux Fatimides à côté de Faḍl, le fils d’Abû Yazîd. Les Fatimides parviennent finalement à mater cette insurrection ibadite. Il était prisonnier, en 951-2, par le souverain fatimide Ismâ`îl al-Mansûr et subit la peine de mort. Quant à un autre frère de l’émir, à savoir Fulful, il embrasse la cause des Fatimides.
Après la mort de l’émir Muhammad b. Khazar, le commandement en chef des Maghraouas passe à son petit-fils Mohamed Ibn Al Khayr. Il était lié avec la cour de Cordoue déjà du vivant de son grand-père. Il obtient du calife Abd al-Rahman III, en 955-6, le gouvernement de Fès. Cependant, il demande à ce calife, la permission d’aller faire la guerre sainte en Espagne. Après avoir reçu cette permission, il partit pour l’Espagne en laissant à Fès, en qualité de lieutenant, son cousin Ahmad b. Bakr. Plus tard, Mohamed Ibn Al Khayr harcèle les possessions des Fatimides dans le Maghreb central. Il crée un grand, mais éphémère État des Maghraouas soumis aux Omeyyades de Cordoue. Cet État exista une dizaine d’années, jusqu’au moment où le gouverneur fatimide de l’Ifriqiya, missionne Ziri ibn Menad d’endiguer l’expansion maghrāwienne.
En 971, le Zâb fut à nouveau le théâtre d’une dissidence contre les Fatimides. Un nouveau changement dans les systèmes d’alliances vient du gouverneur de Msila Djaafar b. Alî b. Hamdûn. Irrité par la faveur croissante dont jouissait Ziri ibn Menad auprès d’Al-Muʿizz li-Dīn Allāh, il se rapproche des Omeyyades. En 971, il va se réfugier chez les Zanâta et leur chef, Mohamed Ibn Al Khayr, qui avaient à nouveau déclaré leur hostilité aux Fatimides. Ils mirent en déroute et tuèrent Ziri ibn Menad en 971.
Toutefois, le chef des Maghraouas, est mort lors de la bataille près de Tlemcen contre une armée menée par Bologhine ibn Ziri. Après cette défaite, les Maghraouas se regroupent derrière son fils, al-Khayr b. Muhammad b. al-Khayr, ils évacuèrent bientôt le Maghreb central.
En 989-90, un autre émir de la famille, Saʿīd b. Khazroun b. Fulful, mécontent de la politique personnelle des Omeyyades, quitte le parti omeyyade et se rend à Achir à la cour du prince ziride Al-Mansur ben Bologhin qui lui donne le gouvernement de la ville de Tobna.

## Principautés dans le Maghreb al-Aqsa
Après leur défaite face à Bologhine ibn Ziri, les émirs de la famille des Banou Khazar vont chercher de nouveaux territoires dans le Maghreb al-Aqsa. Ibn Khaldoun mentionne, en plus de Mohamed Ibn Al Khayr, Ziri et son frère Muḳātil, fils de ʿAtiyya b. ʿAbd Allah b. Khazar. Ces trois émirs commandaient les Maghraouas après 971. Ainsi, les différents princes de la famille créent trois États dans Maghreb al-Aqsa : celui de Fès, de Sijilmassa et d’Aghmat.
Les Maghraouas du Maghreb al-Aqsa se divisent alors en deux groupes : septentrional et méridional. Le groupe méridional était commandé par un autre prince de la famille, Khazroun b. Fulful b. Khazar. Ce prince s’était lancé en 976-7 à la conquête de Sijilmassa. Il reçoit du vizir de Cordoue, Almanzor, le gouvernement de cette ville qui resta dans sa famille, jusqu’à l’arrivée des Almoravides.
Il semble que Mohamed Ibn Al Khayr a perdu le commandement du groupe septentrional vers 985-6, au profit de Muḳātil b. Attia. La famille de b. Attia descendait de Abd Allāh, frère du Muhammad b. Khazar, et partisan des Fatimides. Le royaume dont la ville de Fès était capitale demeure jusqu’à l’arrivée des Almoravides.
Dans les années 980, on assiste à la prépondérance du puissant émir, Ziri Ibn Attia, auquel est donné un titre de vizir qui lui reconnaît une quasi « vice-royauté » du Maghreb occidental. Ce chef cesse de résider à Fès pour aller s’installer à Oujda, ville qu’il fonde en 994 : « il y installa son armée et ses serviteurs, y nomma un membre de sa famille et y transporta ses trésors, voulant en faire une retraite en cas de revers ».
Par la situation géographique de la ville, Ziri pensait toujours à la reconquête du territoire de Chelif et peut-être aussi à la reconstruction de l’ancien royaume maghrāwien des Banū Khazar dans le Maghreb central. À la même époque, il voulait rejeter la suzeraineté de Cordoue et puis il essaye de se créer un État dans le Maghreb central Ziride. À la mort de Ziri Ibn Attia, les Maghraouas du Nord proclament chef, son fils al-Muʿizz. Il devient le gouverneur du Maghreb al-Aqsa à l’exclusion du pays de Sijilmassa.
Son successeur est son cousin paternel Hamāma b. al-Muʿizz b. ʿAṭiyya, la guerre éclate entre cet émir et la dynastie rivale des Banū Ifran.
Il se retire vers l’Est et gagne les villes d’Oujda et de Ténès. Plus tard, il continue l’action anti-sanhādjienne de ses prédécesseurs. Il finit toutefois par faire sa soumission aux Hammadides. Il meurt en 1039 ou 1041-2.
Après lui, le pouvoir passe à son fils Dūnās. Ce prince ne pense qu’à l’embellissement de Fès. Il meurt en 1062, en laissant le trône à son fils al-Fatūḥ. Mais ce dernier est contesté par son frère Adjīsa. Les deux frères font la guerre. Adjīsa fut tué au bout de trois années de lutte. Son règne ne dura pas longtemps. Il est chassé de Fès en 1062 par le souverain hammadide Bologhine ibn Muhammad ibn Hammad.
Après son départ, les Maghraouas désignent pour lui succéder un de ses parents, Muʿannasar b. Hammād b. Muʿanṣar b. al-Muʿizz b. Attia en 1063. Il est vaincu par les Almoravides la même année . Mais, quelque temps après, il arrive à défaire le lieutenant almoravide et à reprendre sa capitale. La population de Fès proclame alors prince son fils Tamīm. Mais la capitale est enlevée par Youssef ben Tachfine deux ans plus tard (1069-70), et le nouveau souverain est mis à mort par le souverain almoravide.
Une autre branche de la famille princière a régné à Aghmat, le dernier émir nommé Lakūt b. Yūsuf b. ʿAlī, est tué par les Almoravides en 1059. Dans le Sud, après la mort de Khazroun b. Fulful b. Khazar, son fils Wānūdīn prend la relève. Celui-ci eut à se défendre contre l’invasion des Sanhadja du Maghreb central. Au moment de la chute du califat omeyyade de Cordou, il se proclame indépendant, et conquit la région du Drâa et s’empare de Séfrou qui était l’une des dépendances de Fès, et de la vallée du Moulouya. Ce qui déclenche des conflits et le souverain de Fès.
Son fils et successeur Mas’ūd est vaincu et tué par les Almoravides. En 1070-1, ces derniers occupent les bourgades de la région de la Moulouya. L’État de la famille des Banou Khazroun de Sijilmassa est alors complètement détruit.

## La branche Banou Khazroun dans le Maghreb oriental
Les princes issus des Banou Khazar régnaient encore dans le Nefzaoua à l’époque du Ziride Al-Muizz ben Badis. Des émirs originaires de la famille des Banou Khazroun, branche de celle des Banou Khazar, établissent un gouvernement indépendant à Tripoli, cet État exista pendant à peu près un siècle et demi (1000-1145).
En effet, Fulful b. Saïd b. Khazroun, un émir de la famille, était comme son père Saïd b. Khazroun, partisan des Zirides, et comme son père, gouverneur de la ville de Tobna, dans le Zab, pour le compte de cette dynastie. Toutefois, il se révolte, en 1000-1, contre le prince ziride Badis ben Mansur. Défait, il s’enfuit dans le Sahara et se mit ensuite en marche vers Tripoli, province qui dépendait des Zirides. Il s’empare du pays et mène une longue guerre contre Badis ben Mansur. Ayant besoin d’un secours militaire, il reconnaît, d’abord, l’autorité du calife fatimide avant s’adresser aux Omeyyades de Cordoue.
Après la mort de Fulful, les Maghraouas et les autres tribus zanātiennes proclamèrent émir son frère Warrū b. Saïd. Il reconnaît l’autorité ziride et obtient une amnistie générale et sa nomination au gouvernement de Nefzaoua. Mais dès 1010-11, il répudie de nouveau l’autorité de Badis et entame une longue guerre. Cependant, il ne pouvait pas s’emparer de la ville de Tripoli qui reste entre les mains du gouverneur ziride. Enfin, en 1013-15, Warrū b. Saïd offert de nouveau sa soumission aux Zirides.
Après la mort de Warrū b. Saïd en 1014-15, les Maghraouas et les Zénètes tripolitains se partagèrent en deux partis, dont l’un se déclare pour Khalifa, fils de Warrū, tandis que l’autre se rallie à Khazroun b. Saïd, frère de Warrū. C’est Khalifa qui remporte la victoire sur son rival. Quant à Khazroun b. Saïd, il se rend en Égypte, à la cour du calife fatimide.
Khalifa se soumit à Badis, mais après la mort de ce souverain et l’avènement de son fils Al-Muizz ben Badis, il se révolte contre le nouveau roi. Le gouverneur ziride de Tripoli, livre cette ville à Khalifa qui y rétablit la domination des Banou Khazroun. Ensuite, Khalifa s’adresse, au calife fatimide et obtient de lui sa confirmation dans le gouvernement de Tripoli. Il envoie aussi un riche cadeau à Al-Muizz.
Saïd et son frère al-Muntaṣir, fils de Khazroun b. Saïd, reviennent du Caire et s’établissent dans les environs de Tripoli. Sa’īd parvient au commandement de Tripoli, mais il est tué en 1037-8. Après lui, c’est son parent Khazroun b. Khalifa b. Warrū qui prend la ville. Il n’y réside cependant qu’un an, car il doit quitter la ville pour échapper à al Muntasir b. Khazroun qui venait recueillir, à la tête d’une armée zanātienne, la succession de son frère Saïd.
Ce chef, proclamé émir, gouverne la province de Tripoli, une longue guerre entre les années 1038 et 1049, se déclenche entre les Zanāta et les Maghraouas tripolitains d’un côté et le souverain ziride Al-Muizz ben Badis de l’autre. Il est obligé de conclure avec Al-Muizz un traité de paix. Selon Ibn Khaldoun, al-Muntaṣir reconnaissait encore l’autorité d’Al-Muizz en 1051-2, pendant l’invasion des Banu Hilal. Malgré l’occupation de campagnes de Tripoli par les tribus arabes, la capitale resta sous la domination d’al-Muntaṣir qui y résidait encore vers 1075-6.
Après sa mort, c’est un autre membre de la famille des Banou Khazroun, dont les sources ne mentionnent pas le nom, qui prend le commandement de Tripoli. Le dernier émir tripolitain des Banou Khazroun, est expulsé de la ville par le roi Roger II de Sicile. Cependant, selon Ibn Khaldoun, une partie de la famille vivait encore dans les campagnes de Tripoli à l’époque de la conquête des Almohades.

## Retour dans le Maghreb central
Au XIe siècle, les descendants de Yaʿlā, fils de l’émir Mohamed Ibn Al Khayr, fonde un État à Tlemcen. L'un d'eux Bakhti rentre en conflits avec les Hammadides et leurs alliés arabes, les Zoghba. Après la mort de Bakhti, le trône passe à son fils al-Abbās. C’est pendant la domination de ce prince que les Almoravides, apparaissent dans le Maghreb central. Ils occupent la ville en 1080-1 et mettent à mort tous les descendants de la famille de Yaʿlā.
Après la conquête des États des Banou Khazar au Maghreb al-Aqsa, par les Almoravides, un des chefs maghrāwiens nommé Muʿanṣar b. Ḥammād, descendant de Ziri Ibn Attia, entre à la tête d’un groupe des Maghraouas, dans le territoire du Chelif, région qui avait été, comme le dit Ibn Khaldoun, le centre de leurs établissements et dont l'émigration n'a constitué qu'une partie. La région était dirigée à cette époque, par le hammadide An-Nasir.
Les tribus maghrāwiennes paraissent avoir reconnu son autorité, à l’exception des Banū Warsīfān qui ont resté fidèles au gouverneur hammadide résidant à Miliana. Les Banū Warsīfān tuent Muʿanṣar dans un combat. Une guerre éclate entre les arrivants maghrāwiens auxquels se joignirent plusieurs tribus maghrāwiens et zénètes, et les Hammadides, vers 1067-78. Elle se termine par une défaite terrible des Maghraouas et des Zénètes.
Vers le milieu du XIIe siècle, Abd al-Samad, un autre émir des Banou Khazar et qui tirait son origine de la famille royale des Banou Khazroun de Tripoli, se rend, dans le territoire du Chélif. Il est accueilli avec honneur par les Maghraouas. Ces tribus, sont restées fidèles à la famille des Banou Khazar, anciens rois du Maghreb central. Abd al-Samad s’allie par des mariages à leurs familles nobles et laissa de nombreux enfants qui étaient connus dans le pays du Chélif sous le nom de Banou Khazar ou de Banou Muhammad, sans doute en souvenir de Muhammad b. Khazar.
Un des descendants de Abd al-Samad, nommé Abū Nās, reçoit des Almohades, le gouvernement d’une partie du territoire du Chélif et le commandement des Maghraouas. Telles furent les origines d’un nouvel État maghrāwien dans le Maghreb central. Le vrai fondateur de cet État est Mandīl b. Abd al-Rahmān, petit-fils d’Abū Nās qui vécut vers la fin du XIIe siècle et au début du XIIIe siècle. Ce prince conquit les régions avoisinantes, comme le territoire de Ouarsenis et la région de Médéa. La dynastie qu’il fonda est nommée dans les sources arabes médiévales Awlād Mandīl.  Mandīl livre bataille aux Beni Ghania, mais, après l’avoir perdue, il mourut prisonnier en 1225.
Les successeurs de Mandīl s’emparèrent de Miliana, de Ténès, de Breshk, de Cherchell, de la Mitidja et d’une grande partie de l'Ouarsenis. Vers 1271-2, les Maghraouas reconnaissent la souveraineté des Zianides de Tlemcen. Des conflits éclatent plus tard entre Zianides et les émirs maghrāwiens qui finissent par être défaits.
Vers le milieu du XIVe siècle, les Maghraouas deviennent de nouveau une tribu assez importante. Ils étaient, à cette époque, sujets ou alliés des Sultans de Tlemcen, mais ils cherchaient à se débarrasser, en toute occasion, de cette dépendance. Après les échecs de la renaissance de l’État des Maghraouas. Hamza, fils de Alī b. Rāshid, est le dernier prince, entre 1370 et 1372. Le sultan de Tlemcen met fin à son règne.

## Généalogie
- Sūlāt b. Ouezmar b. Maghrāw, selon la tradition, il était contemporain du calife Othmân ibn Affân et premier musulman[2].
  - Hafs b. Sūlāt, considéré par la tradition berbère comme un des plus grands princes de la tribu[2]. 
    - Khazar b. Hafs (VIIIe siècle), donne son nom à la dynastie[2]
      - Muhammad b. Khazar, il enlève la ville de Tlemcen aux Banou Ifren, vers 788-9[2]
        - Muhammad b. Khazar (chef entre 909-961[6]), petit-fils du précédent, mène la révolte ibadite conte les Fatimides, puis se rallie à eux[4].
          - Maʿbad, rompre avec son père et déclare la guerre aux Fatimides[6].
          - al-Khayr (chef entre 961-972[6]), d'abord gouverneur d'Oran[4], il frappe des dirhams tant au nom du calife omeyyade qu’au nom du calife fatimide[6]
            - Mohamed Ibn Al Khayr, se révolte contre les Fatimides, défait par les Zirides, il s'installe à Fès[10]
              - Yalā b. Mohamed, gouverneur de Tlemcen[18]
                - Bakhti, descendant de Yalā, entre en conflits avec les Hammadides et leurs alliés Zoghba[18]
                  - al-Abbās, vaincu par les Almoravides en 1080-1[18]

        - Abd Allāh b. Khazar, partisan des Fatimides[12]
          - Attia b. Abd Allāh
            - Muḳātil Ibn Attia, règne en 985-6 à Fès[12]
            - Ziri Ibn Attia, le vizir ommeyade lui reconnaît une quasi « vice-royauté » du Maghreb occidental. Il s’installe à Oujda, ville qu’il fonde en 994[13]
              - al-Muʿizz Ibn Ziri, remplace son père[12]

            - al-Muʿizz Ibn Attia
              - Hamāma b. al-Muʿizz , mène une guerre contre la dynastie rivale des Banū Ifran et se soumet aux Hammadides[12]
                - Dūnās b. Ḥamāma, meurt en 1062[15]
                  - al-Fatūḥ b. Dūnās, remplace son père, chassé de Fès par les Hammadides en 1062[15]
                  - Adjīsa b. Dūnās, déclare la guerre à son frère[15]

              - Muʿanṣar b. al-Muʿizz
                - Hammād b. Muʿanṣar
                  - Muʿannasar b. Hammād, vaincu par les Almoravides en 1063, il réussit à reprendre Fès[15], puis rentre dans le Chelif
                    - Tamīm  b. Muʿannasar, mis à mort par les Almoravides qui occupent Fès en 1069-70[15]

        - Falfoul  b. Khazar, partisan des Fatimides
          - Khazroun b. Falfoul, prend et gouverne Sijilmassa en 976-7[15]
            - Wanoudin ben Khazroun, remplace son père à Sijilmassa et se défend contre les Zirids[15]
              - Messaoud ben Wanoudin, dernier émir de Sijilmassa, conquis par les Almoravides en 1054[15]

            - Saïd b. Khazroun, quitta le parti omeyyade pour les Zirides, gouverneur de Tobna[16]
              - Fulful ben Sa'id, gouverneur ziride de Tobna, il se révolte en 1000-1 contre eux, et devient le premier émir de Tripoli[16]
              - Warrū b. Saïd, remplace son frère à Tripoli, reconnaît l’autorité ziride et perd Tripoli[16]
                - Khalīfa b. Warrū, reconnaît l’autorité ziride puis se révolte et reprend Tripoli, reconnu par le calife fatimide[16]
                  - Khazroun b. Khalīfa, quitte Tripoli pour échapper à al Muntasir[16]

              - Khazroun b. Saïd, perd devant son neveu Khalīfa et se rend en Égypte[16]
                - Saïd b. Khazroun, parvient à reprendre Tripoli et tué en 1037-8[16]
                - al-Muntasir b. Khazroun, gouverne la province de Tripoli en 1038, jusqu’à 1075-6 selon Ibn Khaldoun, ses successeurs sont inconnus[17]

Nouvelle dynastie
- Abd al-Samad, descendant de la branche Banou Khazroun, il rentre dans le Chelif, vers le milieu du  XIIe siècle, ces enfants étaient connus dans le pays sous le nom de Banou Khazar ou de Banou Muhammad[18]
  - Abū Nās, descendant de Abd al-Samad, reçoit des Almohades, le gouvernement d’une partie du territoire du Chélif et le commandement des Maghraouas[18]
    - Abd al-Rahmān b. Abū Nās
      - Mandīl b. Abd al-Rahmān (fin du XIIe siècle et au début du XIIIe siècle), fondateur de la nouvelle dynastie, nommée dans les sources arabes médiévales Awlād Mandīl[19]
        - Alī b. Rāshid, tente la renaissance de l’État des Maghraouas[19]
          - Hamza b. Alī, dernier émir, vaincu par les Zianides en 1372[19]

## Pour approfondir